# Villeparisis
Villeparisis és un municipi francès, situat al departament de Sena i Marne i a la regió de l'Illa de França. L'any 1999 tenia 21.296 habitants.
Forma part del cantó de Villeparisis, del districte de Meaux i de la Comunitat d'aglomeració Roissy Pays de France.